# Claude Carloman de Rulhière
Claude Carloman de Rulhière (ur. 12 czerwca 1734 w Bondy, zm. 30 stycznia 1791 tamże), francuski historyk, dyplomata i poeta. Autor Histoire de l’anarchie de Pologne, klasycznego dzieła poświęconego historii Rzeczypospolitej Obojga Narodów na szerokim tle międzynarodowym.

## Życiorys
Syn szlachcica i urzędnika. Po ukończeniu Kolegium Ludwika Wielkiego wstąpił do wojska. W latach 1758–59 służył jako adiutant marszałka Louis-Francois Armanda, diuka Richelieu i Bordeaux. Mianowany sekretarzem posła Francji w Imperium Rosyjskim udał się w jego towarzystwie do Petersburga, gdzie w 1762 był świadkiem przewrotu, który obalił Piotra III i wyniósł do władzy Katarzynę II. W 1768 ukończył pierwszą część Histoire de la révolution de Russie en 1762 - opartą na własnych szczegółowych notatkach historię tego przewrotu. Étienne-François de Choiseul zlecił mu wówczas napisanie memoriału-historii Polski dla młodego następcy tronu delfina Ludwika, późniejszego Ludwika XVI. Jako honorarium autorskie otrzymał 6.000 liwrów. Przy pisaniu korzystał głównie z materiałów zgromadzonych w archiwum francuskiego ministerstwa spraw zagranicznych, relacji polityków i podróżników, własnych spostrzeżeń wyniesionych z pracy w dyplomacji, a także opracowań między innymi Rousseau i Mably’ego, a z historyków polskich: Marcina Kromera, Bernarda Wapowskiego i Gotfryda Lengnicha. W połowie 1771, po ponad dwóch latach, praca została ukończona, jednak de Rulhière dopisywał do niej uzupełnienia przez następne dwadzieścia lat, aż do swej śmierci.
Dzieło po raz pierwszy ukazało się w 1807 w Paryżu w redakcji Pierre Claude François Daunou. Jego publikacja związana była z proklamacją Księstwa Warszawskiego przez Napoleona. Wydane w czterech tomach o łącznej objętości ponad tysiąca stron było podstawowym źródłem informacji o Polsce dla Napoleona i jego najbliższych współpracowników. Przez następne stulecie było najobszerniejszym i najbardziej wszechstronnym obcojęzycznym opracowaniem poświęconym historii Polski i sytuacji Rzeczypospolitej w drugiej połowie XVIII wieku.
Rulhière zaprezentował sprawy Rzeczypospolitej na szerokim tle międzynarodowym, przedstawiając sytuację w państwach ościennych, przede wszystkim w Imperium Rosyjskim, a także politykę państw zachodnich, głównie Francji, wobec Europy Środkowo-Wschodniej. Lata 1650–1763 traktował jako okres przejściowy, skupiając się na problemach historycznych takich jak: potop szwedzki, panowanie Jana III Sobieskiego, rządy Augusta II Mocnego, dyplomacja oficjalna i tajna, Sekret Królewski dyplomacji francuskiej w Rzeczypospolitej i regionie, wreszcie podejmowane w całym okresie próby reformy ustroju państwa, kończące się niepowodzeniem. Najbardziej szczegółowe były informacje o wydarzeniach od roku 1764 – elekcji Stanisława Augusta do 1772 – pierwszego rozbioru Polski.
Rulhière był zaprzyjaźniony z Janem Jakubem Rousseau i znajdował się pod wpływem prac tego apologety republikańskiego ustroju Rzeczypospolitej. Miał bliskie kontakty ze stronnikami konfederacji barskiej, był osobiście zaprzyjaźniony z Andrzejem Mokronowskim i Michałem Wielhorskim. Wyrażał uznanie dla idei republikańsko-wolnościowych szlachty polskiej i traktował Rzeczpospolitą nie jako kuriozum ustrojowe, lecz państwo, które obrało odmienną drogę rozwoju państwowego od większości pozostałych krajów, zdolne do samodzielnego rozwoju. Imperium Rosyjskie uważał za ucieleśnienie despotyzmu. Był bardzo krytyczny wobec Stanisława Augusta Poniatowskiego i popierającej go Katarzyny II, przeciwstawiając im stronnictwo "patriotów", na czele z hetmanem Janem Klemensem Branickim. Sympatia Rulhière’a do "patriotów" spowodowała, że jedyny raz w swej twórczości skrytykował politykę zagraniczną Francji, obarczając ją winą za klęskę konfederacji barskiej. Przedstawiając genezę pierwszego rozbioru Polski, wskazał na inspirację Prus, krytykując zarówno Fryderyka II, jak carycę Rosji – Katarzynę II i cesarzową Austrii Marię Teresę – za zbrodnię rozbioru państwa polskiego.
W 1773 ukończył drugą część Histoire de la révolution de Russie en 1762. Agenci Katarzyny II w Paryżu próbowali bezskutecznie przechwycić i zniszczyć pracę Rulhière’a, krążącą w rękopisach.
Jedyną ważną pracą historyczną Rulhière’a opublikowaną za jego życia były Eclaircissements historiques sur les causes de la révocation de l'édit de Nantes ... wydane w dwóch tomach w 1788, u progu Rewolucji Francuskiej. Praca dotycząca okoliczności I konsekwencji odwołania przez Ludwika XIV edyktu nantejskiego, skupiała się na przywróceniu francuskim protestantom praw obywatelskich. Pozostałe prace Rulhière’a za jego życia krążyły w rękopisach, a opublikowane zostały pośmiertnie, w okresie Cesarstwa i Restauracji. Pierwsze pełne wydanie jego prac ukazało się w sześciu tomach w 1819.
Również w 1773 został sekretarzem brata Ludwika XVI, hrabiego Prowansji Ludwika Stanisława Ksawerego de Bourbon (Monsieura), późniejszego Ludwika XVIII. Resztę życia spędził przeważnie w Paryżu, jako urzędnik ministerstwa spraw zagranicznych i w paryskich salonach, w 1776 odbył kilkumiesięczną misję do Prus i Austrii. W 1787 został członkiem Akademii Francuskiej (zajmował fotel 40). Zmarł w swej posiadłości w Bondy w styczniu 1791. Nie był zatem już świadkiem ani uchwalenia Konstytucji 3 maja, ani dwóch kolejnych rozbiorów Polski.
Już w 1808 ukazało się zbiorowe tłumaczenie części pracy Rulhière'a na język polski. Tłumaczami byli m.in. Franciszek Ksawery Dmochowski, Stanisław Staszic, Józef Kalasanty Szaniawski i Andrzej Horodyski.